# Божји људи
Божји људи је збирка приповедака српског писца из епохе реализма, Борисава "Боре" Станковића. Први пут је објављена у петом броју Летописа Матице српске за 1902. годину, а затим у јесен исте године, у Новом Саду, као засебна књига у пишчевом издању. Када је Станковић започео са писањем појединих прича за ову збирку не зна се поуздано. У књижевном стварању Станковића, човек је доживљен и сликан у душевном и физичком лику. 
У периоду реализма, кратки прозни жанр цртице израз је тежње за најзначајнијим обрисима неког лика или догађаја. У односу на приповетку, цртице су углавном статичне и дескриптивног карактера. Попут цртица и жанр скице је поједностављени поступак кратке форме, без развијене фабуле, са акцентом на фрагментарност и лиризам. Једну од најбољих студија о овој збирци написао је Милисав Савић налазећи у њој коријене српске модерне кратке приче о митској паланци званој Врање. Оно што је новина коју врањски писац уводи у српску књижевност јесте циклизација кратке приповедне форме. О значају да се збирка појави као јединствено дело након самосталног објављивања појединих прича, Станковић је образложио у писму уредништву Летописа 21. јуна 1902. године. Распарчани и издвојени из мозаика тог нарочитог свијета ликови губе „утисак, целину и карактер“ божјих људи.

## Настанак приповетки и објава
У приповеткама, драмама и романима, Борисав Станковић, дао је слику родног Врања на прелому векова, када су се снажним контрастима судариле старе и нове вредности, турско и модерно доба. Везујући се за завичајни крај амбијентом, ликовима, фолклорном грађом и локалном лексиком, као књижевник Станковић не даје фактографију, већ уметничку обраду Врања. Из пукотина и рупа, Станковић извлачи убоге и сумануте људе и открива свет понижених и увређених, оних који живе у готово нестварном свијету, али сасвим пуноправним становништвом. О људима који живе на дну људске лествице испричао је двадесет и једну причу у краткој форми, најкраћој у целокупном свом опусу. Априла 1901. године самостално је објавио причу Таја, а исте године и причу Бекче. Године 1902. у Летопису Матице српске објавио је Парапуту и тиме је Станковић најавио божјаке, које је као збирку предложио уреднику Летописа Милану Савићу.
| „                   | Имам једну збирку т.з. Божји људи. У њој сам покупио и изнео један нарочит свет, поколење које је било у Врању пре ослобођења. То су били просјаци, гатари, видари, биљари и други. Сви су они живели од милостиње. Јер се веровало: да што се њима да, да они поједу у покој душа умрлих као да се је самим мртвима дало и да су они то, мртви, појели. Међ њима је било који су сматрани за свеце, Божје људе. И кад би ти умрли били су од највиђенијих (старих жена) купани, сарањивани... Уопште налик на руске Јуродиве... Само у већој, јачој размери. | ” |
| — Борисав Станковић | |   |

Исте године изашли су Божји људи оригинално и евокативно дело којим се књижевна критика релативно мало бавила. Разлог због чега је ова збирка запостављена Вељко Петровић видио је у укусу тадашње публике која није читала кратке уметничке творевине. Међутим, Душан Маринковић и Вељко Петровић били су мишљења да је ова збирка готова творевина која је на себе скренула пажњу процватом кратке приче. Невероватна сажетост збирке различито је тумачена и називана од стране критичара. Јован Деретић их назива краћим приповеткама и цртицама, Миодраг Стајић импресијама, а Велибор Глигорић скицама и портретима. Јован Скерлић је „надахнуто“ приказао Божје људе 1902. године у Српском књижевном гласнику. Он је нову књигу Станковића поздравио добродошлицом. Најпре је, крупним потезима, на примерима светске и српске књижевности, приказао процесе социјалне хуманизације писане речи која је превалила дугачак пут, од врхова социјалне лествице до друштвеног дна. Новим прозама Станковића, без резерве, одређује посебно место у развитку српске књижевности:
| „ | Станковић у реализму средине коју описује иде даље но иједан од наших писаца, он показује у томе више оригиналности и смелости но ико до сада у нас, и зато Божји људи обележавају један тренутак у развитку наше реалистичке приповетке. | ” |

О значају да се збирка појави као јединствено дело након самосталног објављивања појединих прича, Станковић је образложио у писму уредништву Летописа 21. јуна 1902. године. Распарчани и издвојени из мозаика тог нарочитог свијета ликови губе „утисак, целину и карактер“ божјих људи. У наслову већине прича налази се име једног од божјака и већ насловом открива се и главни јунак и тема. Приче су резултат сећања Станковићевог наратора на детињство и сусрете са убогим људима. Позиција са које су приче испричане је ретроспективна, а да је тако потврђује завршна ненасловљена прича у којој умире један од божјака:
| „ | Сећам се. Била је јесен, и то јесен на измаку. (...) Такве једне ноћи, кад се, сем те кише и густог мрака, ништа није видело закуцаше на нашу капију ноћни чувари. Умро је који од тих просјака, божјака. | ” |

Наратор се јавља у двострукој улози. У већини примера он је дистанцирани посматрач или преносилац предања, због чега често сусрећемо изразе „кажу“, „знало се“, док се у мањем броју прича појављује као сведок, што је, на пример, случај са епилошком причом и претходним цитатом. Структура приче углавном је дводелна и могу се издвојити по две временске и тематске целине. Један временски и тематски дио односи се на прошлост божјака, тачније на ону граничну ситуацију због које су прекорачили границу нормалног, док се други дио приче бави њиховим портретом и изгледом у садашњости. Тако су се у једној причи у међусобном односу нашли прошлост и садашњост, узрок и последица, слика и њено објашњење. Живот несрећних и убогих људи тињао је у Станковићевој души и свијести још од детињства када их је и сам виђао у свом родном граду. Међутим, његови божјаци су у типолошком сродству са јуродивима карактеристичним за руску књижевност, нарочито Достојевског.

## Приповетке
Збирка „Божји људи” садржи двадесет једну кратку причу, којој је касније додана прича „Луди Риста” коју је Станковић написао у Дервенти 1916. године. Станковић своје кратке приче у овој књизи није ређао хронолошки онако како их је писао. Уводна прича је „Задушница” једна од дужих прича, она што нас уводи у амбијент и свет у њему, који ће писац приказати у наредним причама. Одмах после дате атмосфере, Станковић је своје јунаке поређао поред гробљанске капије док брује црквена звона, желећи тако да покаже како уњиховом абнормалном понашању постоји неки устаљени поредак, кога се сви строго придржавају. Ту су: Менко, Таја, Наза, Стеван... Причање историје овог унакаженог света Станковић је започео у лето „кад прве тршње почињу да зру” а завршио је једног кишног дана касне јесени. Приче у збирци су неједнаке дужине. Једне су краће друге знатно дуже и са развијеном фабулом, која се одједном негде пресече, откине као и сами јунаци Станковићевих прича. Приче на самом почетку књиге у првој четвртини збирке, знатно су дуже од оних које следе. Уводна прича је дужа од осталих, јер је на самом почетку дата атмосфера у којој ће се кретати јунаци, околности и дате прилике, навике у обављању верских церемонијала који има своје устаљене норме које се не могу „прескакати”.

### Задушнице
У делу постоји оквир који се одликује уводном причом, Задушницом, и неименованим завршним поглављем о припремању покојника за укоп. Приликом оба обреда ангажоване су искључиво жене. У Задушници Станковић описује плач жена на задушницама који траје од кад дођу до гроба, па све док поп не препоје гробове. Стиче се утисак да оне не само да жале своје покојне него плачу и зато што је такав обичај. Срамота би било у патријархалном друштву не оплакати покојника како доликује.
| „                               | Чело гроба клече старије, матере, а у страну млађе: жене, сестре. И све, унесене у плач, кријући лица о гроб, плачу, наричу. Матере малаксало, старачки, а млађе јако, здраво. Плачу много, и некако раскомоћено, једнако око гроба намештајући се угодно, слободно као код куће. | ” |
| — Борисав Станковић, Божји људи | |   |

### Манасијe
Клисари на гробљу, безимени мушкарац и жена, често имају проблем са просјацима који су знали да се завлаче по испуцалим, трулим гробовима. Њен муж био је миран и слабуњав човек, тако да је сав тежи посао падао на жену, која је заједно са просјаком по имену Манасије, извлачила људе из гробова.
| „                               | И зато је она једва дочекала тога Манасију и толико га трпела да јој се он чак и по кући вуче, једе што нађе па и на њу саму се истреса, гунђа. И онако прљав, балав, осушених ногу, руку, а здепаст, све прља око себе где год прође. Али он је увек обилазио гробове и чисто са неким уживањем тражио те који су се завлачили по гробовима да их отуда извлачи, гони и бије. Целе недеље би ту тако око клисарнице и гробља седео: да звони кад долазе мртвачки спроводи, иде с попом или клисарицом по гробљу и помаже јој а само би суботом одлазио у варош, ишао по чаршији и просио. И кад би напросио, сав убрљан машћу, јелом, што је куповао и частио се по ашчиницама, долазио би онда натраг и давао клисарици на чување од просења што му преостао новац. — Да ми чуваш! — Претио би јој он дајући. — Хоћу, хоћу! — Узимала би клисарица. Па од његове толике прљавштине ни новац не би могла да оставља где треба, већ одвојено, на земљи, у какав кут, ћошак. | ” |
| — Борисав Станковић, Божји људи | |   |

### Љуба и Наза
Прича Љуба и Наза оставила је јак утисак на критичаре и чини се најупечатљивијом од свих цртица у овој збирци. Прича почиње описом Назе, али не физичким описом, него су у први план стављене њене особине – спретност, вредноћа и њена улоге на гробљу. „Тамо им је била као нека домаћица.” Била је јако способна и због тога ће да страда. Писац нам представља њену историју и физички је описује:„Била је сува, као спечена а још млада. И да јој није био спреда јако нарастао врат, гуша, била би и лепа.” А затим, врло брзо, проблем – Наза се заљубила у Љубу. Како је била достојанствена, није дозвољавала да је провоцирају што проси и за њега, него му је кришом стављала у кесу део оног што напроси за себе. Онда се сусрела са још већим проблемом – долазила је зима, Љуба није имао где да спава, а она није хтела да га прими у своју колибу јер су били невенчани. Још једном видимо како делује закон патријархалне средине. Наза покушава да предупреди и тај проблем, тражећи од попа да их венча. Док обиграва око попа, не желећи да буде наметљива и досадна. Међутим, поп је бескрупулозно лаже и пљачка и у овом делу приче постоји ескплицитна критика цркве и попова који су спремни да узму новац од просјака. Наза, навикнута на женску улогу, брине о Љуби и, не марећи више за патријархални поредак, гази своје достојанство и прима Љубу у колибу. Ипак, одлази да проси по селима, а не на гробљу да не би морала да се сусреће са осуђивачким погледима и прекорима због Љубе. У том моменту видимо да се одрекла патријархалних стега, али да и даље чува свој образ. На крају ипак бива поражена јер је сав њен труд био узалуд. Почела је да пије од муке и умрла ко зна где и ко зна кад. Иронично, о њеној смрти сазнајемо баш из Љубиних речи, а он о томе није могао равнодушније да говори.
| „ | — Шта би, море, са твојом Назом? — упитах га. — Која Наза? — поче он натмурено да мумла и да се скупља онако гô под оном својом поњавом и кошуљом. — Па твоја жена. — А! — поче он као да се досећује — умре она. Још откада је умрла. — Како? где је умрла? Он једва окрену главу да ме погледа. И, исто онако напућено, пркосно, гледаше ме као да ме испитиваше. И после дугог гледања као да се реши да ми одговори. — Умре. Зими, у селу... и тамо вуци ли? Пси ли? Растргли је. Ко зна? И гегајући, блатњав, продужи пут једнако скупљајући се испод оне своје поњаве и масне кошуље. | ” |

### Таја
Вејка је била млада девојка, али улава, померила памећу од страха. „И тад се по њој могло још да види како би она заиста постала лепа, само да је није то, тај ужас, као пресекао, те се од тога она као искривила, сасушила.” Ноћи није могла сама да проводи, хватао би је страх и она би изнова проживљавала како јој Турци убијају породицу. Уточиште је нашла код Таје и, као и Наза, била је веома пожртвована. Њена, али и Тајина, пропаст се рађа када око Таје почне да обиграва нека варошанка, те је Таја отерао Вејку. Међутим, варошанка само користи Тају и граби од њега све што би напросио. На почетку приче Таја нам је представљен као најугледнији међу божјацима, док је у последњем пасусу насликан као разочаран и безвољан човек.

### Биљарица
Биљарица је прича о тајанственој, неименованој, жени која живи у планини и целе дане проводи тражећи „расковник” – „А то је, веле, травка којом се отварају сви затвори, нарочито где је благо, злато затворено.”  Приповедач нам даје детаљан опис Биљарице: „Мала, згрчена. А сва у крпама и дроњцима. Са исушеним, скупљеним ногама, те не може да иде, већ се вуче. Лице јој ситно, старо и пуно неких белих, великих маља. Уста јој и вилице све обрасле у тим маљама као у некој бради. Само јој очи крупне, беле”, те видимо да она чак помало застрашујуће изгледа, можда баш зато што не живи у вароши, него сама, на планини, отуђена од света, као нека шумска вила, али већ стара и уморна. Писац јој је наденуо надимак „Биљарица” зато што продаје цвеће и биље које набере у планини. О њој, заправо, највише сазнајемо из разговора које варошанке воде с њом. Оне је се плаше и грозе се њених удова који су испуцали и крвави од брања биља и тражења „расковника” по гори. Ипак, Биљарица се не обазире, враћа се у планину и опсесивно тражи „расковник”, чини се не само да би пронашла благо и била богата, него зато што је обузета том потрагом која је постала њен смисао живота. Као и Наза, и Биљарица страда због своје опсесије – „И тај јој је расковник дошао главе.” – нађена је мртва у огради коју је направила за корњаче које су испод језика могле крити „расковник” који је толико дуго желела и тражила.

### Парапута
Поставља се питање да ли је Парапута прича о Парапути или Ташани. Може се рећи да је иницијално реч о Парапути, али је и Ташанина судбина детаљније приказана. Ташана се бринула о Парапути – то је била њена награда и казна. Казна јер се, као млада удовица, заљубила у Ману-Грка, а награда јер је, обавезавши се да чува Парапуту, избегла смртну казну коју јој је доделио отац због срамоте коју је нанела породици.

### Менко
Менко стално прича о Беглер-бегу. Тек се био оженио, а бег, скупљајући десетак бацио око на његову жену. Менко га због тога са неколико својих другова напао и избио, и тиме навукао страшну освету Турчинову. Бег се вратио са заптијама „Менка везао кућу му запалио и на његове очи обесчастио му жену, којој је после отсекао главу и бацио је у крило везаном Менку“. Менко је од тога изгубио разум. Стално нешто прича и доказује, путује од села до села у дроњцима а најчешће нејасно и неповезано прича своју трагедију. Пред рат за ослобођење Врања, када су се на све стране јавили пророци, гатаре и врачаре, наговештавајући мрачна и тешка времена, углед божјака је нарочито порастао. Они су и сами били видовити, него су се окупљали ноћу и правили читаве демонстрације против Турака. Један од ових божјака из богате и угледне куће, лежи код куће нити жив нити умире и стално се жали брату: „Бато срца немам“, а кад га ухвати бес, бежи и јури улицама, те му се смеју и причају о прошлости и неморалном животу његове мајке. „Његов брат пати и стиди се његове болести често проклиње:„курво мајке, курво мајке“.

### Митка
Живот божјака Митка много је богатији од других. И он је у једном сталном кошмару, немиру због закопане жене и ћерке, промашеног живота што се претворио у пакао. И он је својим рођењем био предодређен за слугу иако је био изузетно леп и надарен. Интересантан лик је и Бекче. Он улети међу просјаке на гробљу, грди их све, дрско и брзо напроси па јури кроз варош. А за време месечевих ноћи лута преко поља, пева, виче и игра спрам месечине.,,Биљарица“ пак, желећи да постане богата, уљуљкујући се у сан да се као остале девојке на селу лепо обуче, пође на сабор, с парама на прсима, стално лута по планинама и тражи травку расковник, која би јој све ово прибавила. Зато је окупила пуно жељки (корњача), јер верује се да под њиховим језиком расковник може наћи. И умрла је у свом жељкарнику, далеко у планини, ослушкујући и исчекујући да жељка испусти расковник.

## Критика
О Божјим људима, писано је мало, знатно мање него о другим делима Станковића. Готово целокупна оцена ових проза дата је у виду приказа и осврта, а изостала је критика која би их свестраније размотрила. Карактеристично је да се о Станковићевим божјацима највише писало 1902. и 1903. године, значи непосредно после изласка књиге из штампе. Тада су приказе Божјих људи донели: Одјек, Српски књижевни гласник, Коло, Бранково коло, Нада, Српска застава (сви 1902), Бранково коло (други пут), Босанска вила и дубровачки Срђ (1903). Међу критичарима, који су оценили нову књигу Станковића, били су и ауторитативни Јован Скерлић и Јаша Продановић.
После 1903, о Божјим људима престало је да се говори за дуги низ година. Као да су друга дела староврањског писца, највише Коштана и Нечиста крв, потисла. Изузимајући радио предавање Вељка Петровића из 1938. године, посебно о Божјим људима није писано. Ипак, неки критичари су, говорећи уопште о делу Борисава Станковића, чинили осврте и на Божје људе (Бранко Лазаревић, Велибор Глигорић, Предраг Костић и др), али је све до наших дана ово значајно дело остало без комплексније оцене и у сенци других Станковићевих остварења.
Критике Павла Лагарића и Јаше Продановића разликују се од свих претходних. Оне су сасвим негативне. Лагарић је у Босанској вили оштро напао и „сасекао“ нову књигу Станковића. Он је прогласио Борисава Станковића за најгорег натуралисту који „... није био кадар своје скице зачинити дубоком лириком, он није био кадар ону голу, досадну, ружну и одвратну истину заоденути њежним златом чисте поезије. Станковић је преписивач природе и то ружне природе.“ Овоме додаје да писац није „гледао са фантасијом, није осјећао са фантасијом и није писао са фантасијом“. Контраверзу међу критичарима је изазвала реч "силовање". Јаша Продановић, иначе патрон Борисава Станковића још из ђачких дана у Врању, и један од првих афирматора његове прозе, на велико изненађење и књижевне јавности и самог писца, прогласио је Божје људе за Борин потпун промашај. Станковић је, сматра Продановић, „изашао из своје праве области и већ не располаже оном старом снагом. Силазећи из солидних грађанских породица доле међ просјаке, он је изгубио онај поетичан дах којим су његове раније приче дисале“.
Десетак година после изласка из штампе Божјих људи, о Борисаву Станковићу почео је да пише Бранко Лазаревић, један од ученика Јована Скерлића и заточник импресионистичке критике. Лазаревић је у опсежној студији Борисав Станковић посебну главу посветио ликовима жена и „божјака“, развијајући и доказујући тезу да је Станковић у градњу ликова уносио много од своје индивидуалности и да је знатно одступао од чињеница из живота и прототипова, због чега су реализације добијале изразито повећане димензије: „Борисав Станковић није од оних писаца који умеју да се „дедублирају“, да одстране себе из дела које пишу, и да ускачу у сва стања душевна и све страсти личности које дају. Он је од оних који увек – код њега апсолутно увек – описујући друге, описује себе“, каже Лазаревић. Кад је то утврдио као апсолутум у стваралачком поступку Станковића онда је извео општеважећи закључак за све његове ликове: „Све су његове личности, што се одмах може приметити онаке исто чудне, дивље, јаке и примитивне природе, као што је он сам (Митке, Димитрије, Софка, Цвета, Паса) и све друге носе у себи понешто од једнострано компликоване природе његове.“

## Станковићев опис Божјих људи
На његовом лицу поготово у његовим очима, у његовом ходу, опхођењу са породицом и људима, или затварању у себе, испољавају се и његова природа и његов карактер, његова животна снага и слабост. Испод развалина и рушевина старог Врања извукли су се осакаћени и унакажени Борини божјаци. Вуку се улицама од гробља до цркве, седе ког гробљанске порте, свађају се, отимају о згоднија места за прошење или куну пролазнике који им не удељују. Нарочито су ту за време задушница, даћа или празника. Било је оваквих божјака у Врању врло много у време Бориног детињства. Велика побожност, верске предрасуде и обичаји старих Врањанаца привлачили су ове и из других крајева. За многе од њих нико не зна одакле су дошли. У Врању су били неговани и чувани као ретко где. Преко њих су жене о задушницама храниле своје мртве, осигуравале и њима и себи рај на оном свету.
Главни јунаци збирке прича Божји људи су људи са маргине друштва. Свако од њих је обележе на свој начин, али сви носе печат убогости. Њихово тело је често унакажено или сасушено, а суве ноге вуку док ходају. Неки су лепи и једри, али су "скренули с ума" или се одали пороцима. Они немају и не желе да имају стално место боравишта, неки су од породице давно одвојени, а неки су непознатог порекла. Њихов дух не осећа тежину постојања, он лебди изнад овоземаљских стега. Они имају необичну наду, које ни сами нису свесни и лутају путем који их води до циља, па макар он био и суманут. Ови људи умиру тихо и нечујно као биљка која вене. Људи који пролазе поред убогих као да не желе да прихвате да је судбина свих иста, јер сви су ускраћени за оно "нешто" чему теже. Зато се пролазећи поред убогих, жмури или окреће глава, "помера се с места, да не чује зло", у страху од такве судбине.

### Мистицизам
Осим што је својим божјацима доделио улогу живих светаца, Станковић је у њима видио и митске претке, а Врање као посебно место чији народ поштује култ мртвих и држи до ритуалних радњи, нарочито оних за задушнице (излазак на гробље, спремање јела и пића које је покојник нарочито волео, даривање хране просјацима и другим убогим људима). Српски митолошки речник тумачи их као митске претке упоређујући српску реч божјак (убог човек) са пољском речју убозен (убог), која значи исто што и преци. У Пољској су нарочито доминантна два веровања. Према једном извору који датира из 15. века, верници су на Велики петак остављали остатке јела за душе покојника или демону које зову bosshe. Други извор говори да Руси душе умрлих називају убозен. У Пољској су уочи задушница жене месиле посебне хлебове за просјаке, а Руси су прецима спремали посебну чинију са понудама. Српска изрека: „Ко проси, да круну носи, ваља му дати“, потврда је колико је обавезно, па чак се сматра тешким грехом, ако се просјаку нешто не удели. То се посебно односи на Божић, Васкрс, славу и задушнице.